# Dia de la unificació dels principats romanesos
El dia de la unificació dels principats romanesos (en romanès: Ziua Unirii Principatelor Române) o, extraoficialment, el Petit Dia de la Unió (en romanès: Ziua Micii Uniri), és un dia festiu de Romania que se celebra cada 24 de gener per commemorar la unificació dels principats romanesos (Moldàvia i Valàquia), també coneguda com la "Petita Unió", el 24 de gener de 1859 sota el comandament del príncep Alexandru Ioan Cuza.
Aquest esdeveniment es considera clau i es veu com el primer pas cap a l’objectiu d’aconseguir un estat unitari romanès, tal com es va assolir l’1 de desembre de 1918, quan l’Assemblea Nacional romanesa va declarar la unió de Transsilvània, Banat, Crișana i Maramureș amb el Regne de Romania.
El dia de la unificació dels principats romanesos va ser adoptat per primera vegada pel Senat el 2 de juny de 2014 i posteriorment per la Cambra de Diputats el 3 de desembre del mateix any. Les vacances es van fer oficials quan el president romanès Traian Băsescu va signar pocs dies després un decret que el promulgava el 16 de desembre. Així, la Llei núm. 171/2014 dicta que, el 24 de gener, les autoritats centrals i locals podran proporcionar suport material i logístic als esdeveniments artístics i culturals dedicats a aquest dia. Des del 2016, l’observança és un dia inhàbil a Romania.
El Dia de la Unificació dels Principats Romanesos també se celebra a Moldàvia.